# NGC 6131
NGC 6131 је спирална галаксија у сазвежђу Северна круна која се налази на NGC листи објеката дубоког неба.
Деклинација објекта је + 38° 56' 12" а ректасцензија 16h 21m 52,3s. Привидна величина (магнитуда) објекта NGC 6131 износи 13,1 а фотографска магнитуда 13,8. NGC 6131 је још познат и под ознакама NGC 6131A, UGC 10356, MCG 7-34-4, KUG 1620+390A, IRAS 16201+3902, CGCG 224-4, PGC 57927.